# الأميرة تايرا
الأميرة تايرا هو فيلم درامي نيجيري غاني، أنتج سنة 2007 من إخراج فرانك راجاه أريز، وبطولة جاكي أيجمانغ وفان فيكر وإيفون نيلسون. حصل على 12 ترشيحًا وفاز بجائزتين في جوائز أفلام السينما الإفريقية لعام 2008، بما في ذلك جوائز أفضل زي وأفضل ماكياج.   

## تمثيل
- إيفون نيلسون - الأميرة تايرا
- جاكي أبياه - مافيا
- فان فيكر - الأمير كاي
- Oge Okoye - الأميرة إليزابيث
- كالسوم سيناري - ثيو أغنيس

## تصنيف
أعطته نولوود ريإنفينتيد تصنيف 4 من أصل 5. 

## روابط خارجية
- الاميره تايرا على موقع IMDb (الإنجليزية)
- الأميرة تايرا  في قاعدة بيانات الأفلام على الإنترنت (بالإنجليزية)